# Underverden (film)
Underverden er en dansk film fra 2017 instrueret af Fenar Ahmad efter manuskript af Fenar Ahmad og Adam August.
Filmen blev hyldet af anmelderne og set af over 180.000 i biograferne. Den vandt prisen for bedste manuskript og årets publikumspris ved Bodilprisen 2018.
'Underverden' er Fenar Ahmads anden spillefilm. Han instruerede den, efter at han var slået igennem med dramaet Ækte vare.

## Medvirkende
- Dar Salim som Zaid
- Roland Møller som Claus
- Stine Fischer Christensen som Stine
- Jacob Lohmann som Torben
- Dulfi Al-Jabouri som Alex
- Ali Sivandi som Semion
- Joen Højerslev som Anton
- Anis Alobaidi som Yasin
- B. Branco som Branco
- Mira Al-Ashawah som babyen